# Saab 105

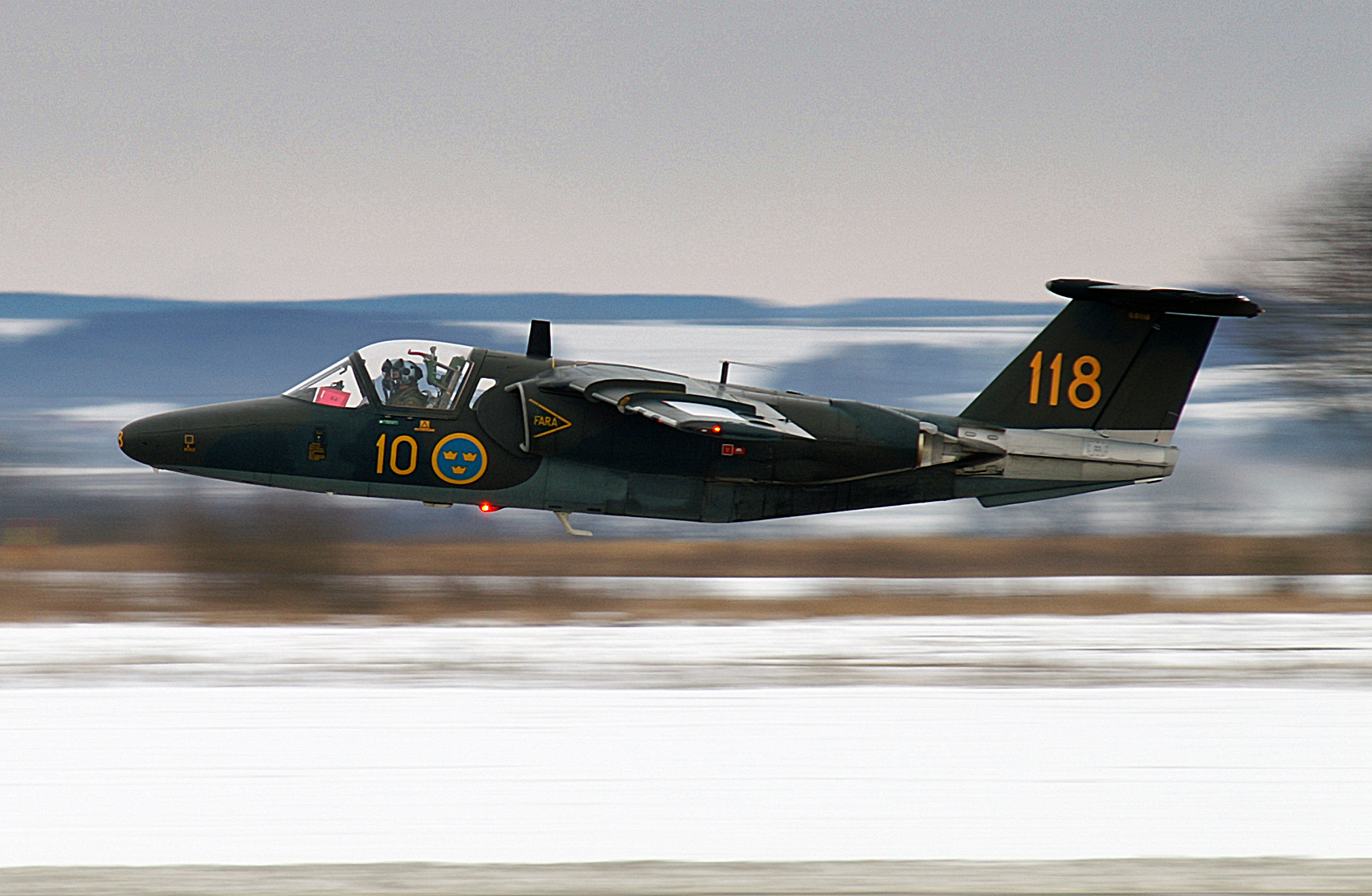
SK 60

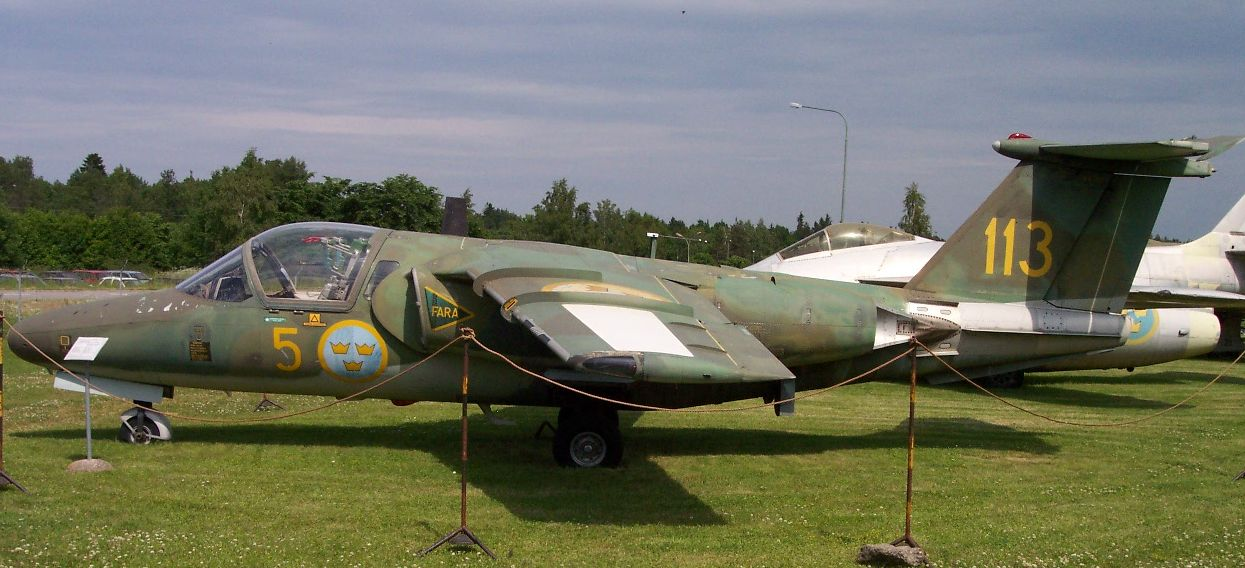
SK 60A

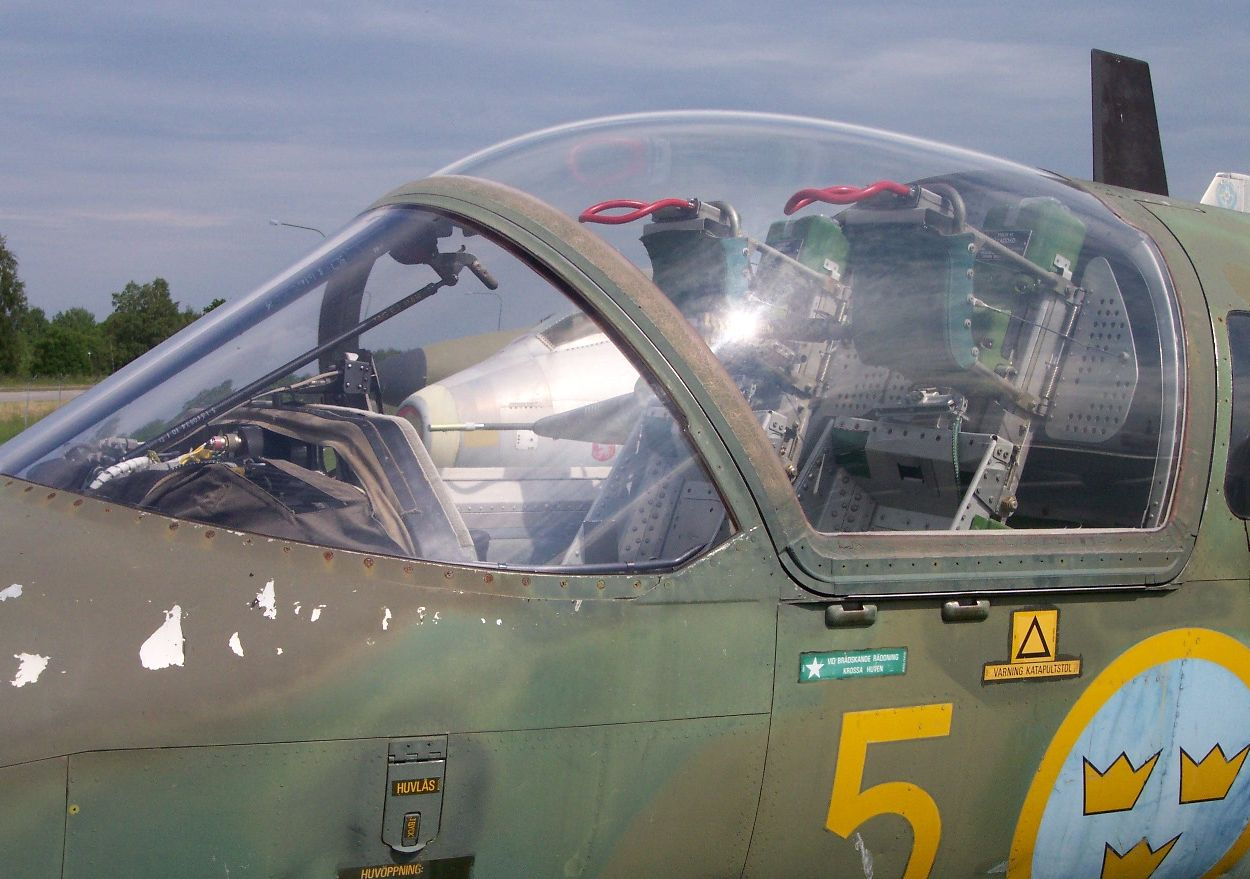
Cockpit der Saab SK 60 mit den beiden nebeneinanderliegenden Sitzen

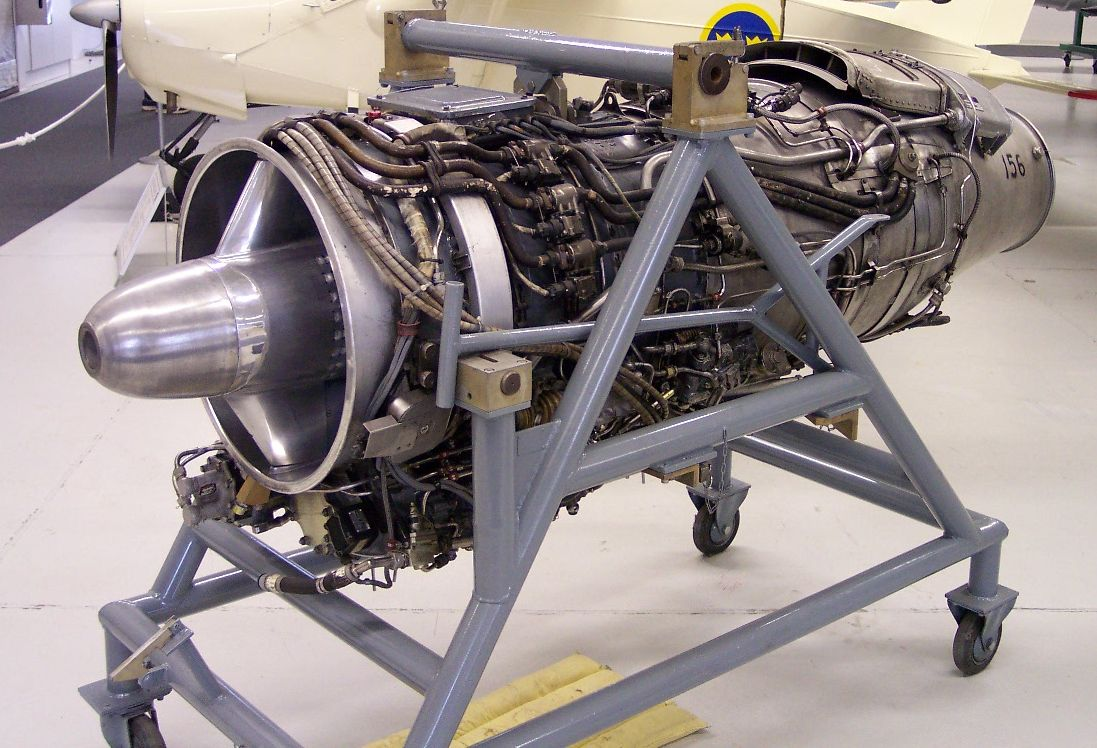
Das Triebwerk der Saab SK 60, ein Turboméca Aubisque

Die Saab 105 ist ein strahlgetriebener Schulterdecker des schwedischen Herstellers Saab. Eine Besonderheit sind die nebeneinanderliegenden Pilotensitze und das T-Leitwerk. Sie entstand auf Basis eines zivilen Geschäftsflugzeuges. Neben ihrer Hauptverwendung als Schulflugzeug wurde und wird sie auch als Kampf- und Aufklärungsflugzeug eingesetzt.

## Geschichte
Die Entwicklung der Saab 105 begann Ende der 1950er-Jahre. Der Erstflug des ersten Prototyps fand am 29. Juni 1963 mit dem Testpiloten Karl-Erik Fernberg statt. Schweden bestellte 1962 zuerst 130 Maschinen, stockte die Bestellung später aber auf 150 Stück auf. Ein zweiter Prototyp flog am 17. Juni 1964 erstmals. Nach einigen Änderungen an Trag- und Triebwerk startete am 27. August 1965 die erste Serienmaschine zum Erstflug. Die schwedische Luftwaffe erhielt zwischen 1966 und 1969 ihre 150 Maschinen, die als SK 60 bezeichnet wurden. Die Maschinen wurden mit einer Lizenzversion des 742 kp Schub liefernden Turboméca-Aubisque-Triebwerks, dem RM 9, ausgerüstet. 46 Maschinen erhielten ab 1970 Außenlaststationen für 30-mm-Kanonenbehälter oder ungelenkte Raketen. Diese Maschinen erhielten die Bezeichnung SK 60B. Eine Aufklärungsvariante mit Einbauraum für Kameras im Bug bekam die Bezeichnung SK 60C. Die Grundversion wurde später als SK 60A bezeichnet.
Weitere Varianten waren die SK 60D, eine Verbindungs- und Ausbildungsvariante mit vier Sitzen und die SK 60E, ebenfalls mit vier Sitzen, jedoch mit nichtmilitärischer Avionik. Bei allen Varianten ist es möglich, die beiden militärischen Schleudersitze gegen vier herkömmliche Sitze zu tauschen.
Zwischen 1988 und 1991 erhielten alle 142 noch bei der schwedischen Luftwaffe im Einsatz befindlichen SK 60 strukturelle Verstärkungen und Änderungen an den Schleudersitzen, um die Verwendung eines verbesserten Fallschirms zu ermöglichen. Ab 1995 erhielten 105 Maschinen Triebwerke des Typs Williams FJ 44-1C (RM 15) sowie neue Instrumente. Die Typbezeichnungen blieben gleich. Diese so umgerüsteten Maschinen werden nur noch für Ausbildungszwecke und als Verbindungsflugzeuge verwendet. Aufgrund einer im 2020 mit Saab abgeschlossenen Wartungsvereinbarung soll der Typ bis 2025 mit einer Option bis 2026 im Dienst bleiben. Maschinen dieses Typs werden von der schwedischen Kunstflugstaffel Team 60 verwendet. Die Flugschule in Malmen stellte den Typ letztendlich im Juni 2024 außer Dienst.

## Saab 105 OE

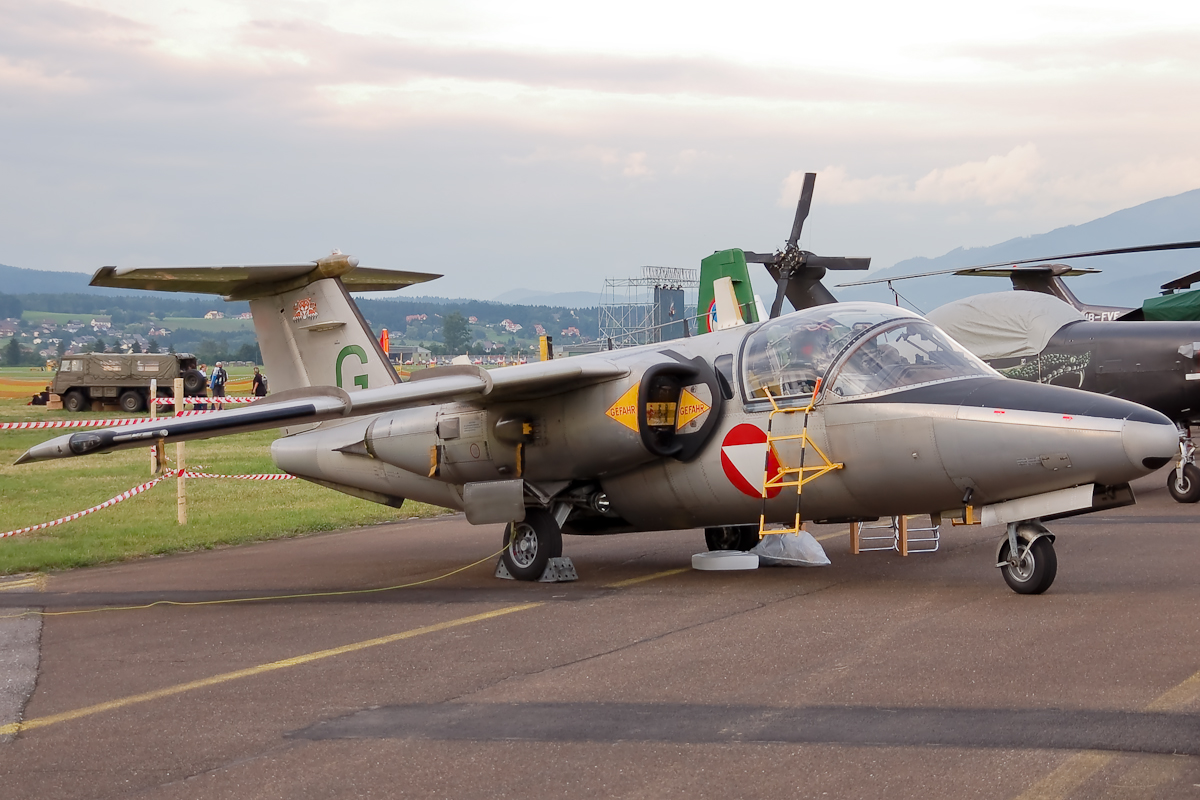
Saab 105 OE Reg. GG-17

Die Exportversion Saab 105XT wurden ab 1970 an Österreich ausgeliefert und dort als Saab 105 OE bezeichnet. 
Einsatzmöglichkeiten der Saab 105 OE sind Schulung (Hauptaufgabe) und Luftraumüberwachung, VIP-Transporte in 4-Sitzer-Versionen, sowie in untergeordneter Rolle der Einsatz als Jagdbomber und Aufklärungsflugzeug.
Die Bewaffnung bestand aus Maschinenkanonen (in MG-Waffenbehältern). Darüber hinaus konnten die 105 OE bis etwa 2000er-Jahre auch mit ungelenkten Raketen sowie Aufklärungs- und Luftprobenbehältern bestückt werden.
Die Einsatzdauer war sowohl in Schweden als auch in Österreich bis nach 2015 geplant. Beide Luftwaffen standen mit der Industrie in Verhandlungen über ein Cockpit-Update, welches den Einsatz einer verkleinerten Flotte bis über das Jahr 2020 hinaus ermöglichen sollte. Dafür war nur mehr die Verwendung als Jet-Trainer angedacht.
Österreichs Bundesheer besaß 40 Saab 105 OE, davon waren im Dezember 2010 noch 22 Maschinen flugfähig. Zwölf Maschinen wurden einer Erneuerung unterzogen. Speziell die Navigationsausrüstung wird neuen ICAO-Richtlinien angepasst. Zunächst wurde eine Maschine modernisiert und einer Erprobung unterzogen.
Im November 2019 wurde die Flotte, rund ein Dutzend Maschinen waren bis dahin noch flugfähig, auf Grund beschädigter Bolzen stillgelegt. Die Bolzen wurden nachproduziert und ab Februar 2020 verbaut um die Maschinen wieder flugfähig zu machen. Diese Maßnahme soll rund 39.000 Euro gekostet haben. Ende 2020 wurde die Saab 105OE endgültig, nach 50 Jahren Einsatz, außer Dienst gestellt.

### Kunstflug
Österreich stellte 1974 mit Hptm. Rathgeb und 1979 mit dem ehemaligen Luftwaffenchef, GenMjr. Erich Wolf, zweimal den militärischen Kunstflugweltmeister auf Saab 105. Außerdem flogen die österreichischen Kunstflugteams „Silver Birds“ und später das „Karo As“-Team auf Saab 105.

### Sonderbemalungen
- Maschine YA-01: Tiger-Design, abgestürzt 1995
- Maschine GF-16: Tiger-Design als Nachfolger von YA-01 bis heute
- Maschine GG-17: Sonderbemalung 30 Jahre Saab 105
- Maschine RF-26: Sonderbemalung 40 Jahre Saab 105, Tiger-Design
- Maschine GD-14: Sonderbemalung Airpower 2016 & Nato Tiger Meet
- Maschine BJ-40: Sonderbemalung 50 Jahre Saab 105

### Zwischenfälle
Am 9. Januar 1973 stürzte eine Saab 105 OE (GH-18) wenige Meter neben der Landebahn des Fliegerhorst Vogler ab und ging in Flammen auf. Die beiden Piloten, Hauptmann Leopold H. und Oberleutnant Hans Georg H., kamen ums Leben. Staffelkommandant Hauptmann H. galt unter Flugexperten als der zu dieser Zeit beste Flieger des Bundesheeres.
Am 6. August 1981 startete eine Saab 105 OE (GI-19) vom Fliegerhorst Brumowski zu einem übungsmäßigen Orientierungsflug in Richtung Zeltweg. Nach wenigen Minuten Flugzeit und einer eigentlich abgeschlossenen Tiefflugpassage überquerte die Maschine in viel zu geringer Höhe das Gemeindegebiet von Gaaden und raste anschließend in die Ortschaft Grub. Die Maschine stürzte in das Haus von Karl Musil, Solotänzer an der Wiener Staatsoper. Karl Musil und seine Frau wurden lebensgefährlich, ihre beiden Kinder und ein Nachbarskind schwer verletzt. Die beiden Piloten, Major Alois S. und Leutnant Gerhard W., kamen ums Leben. Durch den Absturz entstand hoher Sachschaden in Grub, zudem war die Stromversorgung für Stunden unterbrochen.
Am 3. März 1995 starteten zwei Saab 105 OE (YA-01 und YA-05) vom Fliegerhorst Vogler, um in Richtung Katschberg–Innerkrems–Hochkönig und zurück eine Systemüberprüfung für das Luftraumüberwachungssystem durchzuführen. Der als sehr erfahren geltende und als Fluglehrer dienende Klaus G. (YA-05) wurde als Rottenführer eingeteilt, um die beiden weniger erfahrenen Piloten, Fähnrich Johann P. und Wachtmeister Manfred F. (YA-01) zu führen. Da sich an diesem Tag der Sohn und die Gattin von Klaus G. im Skigebiet Innerkrems befanden, wich dieser ohne Absprache mit der Begleitmaschine oder einem Vorgesetzten vom vorgegebenen Kurs ab und überflog zwecks „Verwandtenbesuch“ die Sesselliftstationen des Skigebietes mit einer Fassrolle. Fähnrich P. begann in der Annahme, vom Rottenführer „getestet“ zu werden, ebenfalls die für ihn überraschend eingeleitete und nie geübte Fassrolle, geriet jedoch zu tief und prallte gegen den Westhang des Sauereggnocks. Fähnrich P. und der in der Maschine als Techniker mitgeflogene Wachtmeister F. waren auf der Stelle tot. 1997 wurde Klaus G. vom Oberlandesgericht Graz wegen fahrlässiger Tötung unter besonders gefährlichen Verhältnissen sowie Verstoßes gegen die Luftverkehrsregeln zu einer Freiheitsstrafe von zwölf Monaten auf Bewährung verurteilt, zudem wurde ihm die Fluglizenz entzogen.

## Varianten
- Saab 105: Prototyp
- SK 60A: Doppelsitzer-Trainer mit zwei Schleudersitzen (später zu Sk60D umgebaut) für die schwedische Flygvapnet (Luftwaffe)
- SK 60B: doppelsitziges leichtes Kampfflugzeug für die schwedische Flygvapnet
- SK 60C: Aufklärervariante für die schwedische Flygvapnet
- SK 60D: Verbindungsvariante, bei der die beiden Schleudersitze durch vier Airlinersitze für die schwedische Flygvapnet ersetzt wurden
- SK 60E: wie SK 60A, doch mit ziviler Avionik und ILS für die schwedische Flygvapnet zum Training
- SK 60W: Vorschlag einer verbesserten Variante für die schwedische Flygvapnet mit zwei Triebwerken Williams Rolls FJ44 mit FADEC und MFD
- Saab 105XT: vorgeschlagene Variante einer verbesserten SK 60B für den Export
- Saab 105D: vorgeschlagene Variante als Geschäftsflugzeug
- Saab 105G: verbesserter Demonstrator-Prototyp für den Export auf Basis der 105 OE mit besserer Leistung und erhöhter Waffenlast. Erstflug am 26. Mai 1972. Es erfolgten keine Bestellungen.
- Saab 105H: vorgeschlagene Variante für die Schweizer Luftwaffe, unterlag der Hawker Hunter
- Saab 105 OE: Variante der Saab 105XT für die österreichischen Luftstreitkräfte, 40 Maschinen ausgeliefert
- Saab 105S: vorgeschlagene Variante für die finnische Luftwaffe, unterlag der BAe Hawk

## Technische Daten
| Kenngröße            | Daten der Saab 105XT                                                    |
| -------------------- | ----------------------------------------------------------------------- |
| Länge                | 10,50 m                                                                 |
| Spannweite           | 9,50 m                                                                  |
| Höhe                 | 2,80 m                                                                  |
| Flügelfläche         | 16,30 m²                                                                |
| Flügelstreckung      | 5,5                                                                     |
| Leermasse            | 2.520 kg                                                                |
| max. Startmasse      | 6.500 kg                                                                |
| Antrieb              | zwei Strahltriebwerke General Electric J85-GE-17B mit je 1.280 kp Schub |
| max. Geschwindigkeit | 970 km/h auf Meereshöhe                                                 |
| Dienstgipfelhöhe     | 13.700 m                                                                |
| Reichweite           | 2.770 km mit zwei 490-l-Zusatztanks                                     |

## Bewaffnung
an sechs Unterflügelstationen maximal 2.350 kg Kampfmittel
Luft-Luft-Lenkflugkörper
- 2 × LAU-7-Startschiene für je eine RB 74 (Robotsystem 74, schwedische Lizenzproduktion der Raytheon AIM-9L „Sidewinder“) – infrarotgesteuert für Kurzstrecken

alle Saab 105 OE verfügen über Verkabelung, Elektronik und Akustiksysteme für Sidewinder-Lenkwaffen, welche jedoch nur getestet, aber dann nicht beschafft wurden. Nur ältere Versionen der Sidewinder waren mit dem in den Jets eingebauten Zielgerät kompatibel.
ungelenkte Luft Luft Raketen Bofors m/55 Frida
Luft-Boden-Lenkflugkörper
- 1 × RB05A bzw. Saab 305 – funkgesteuerter Schiffsflugkörper

Ungelenkte Luft-Boden-Raketen
- 6 × Startschienen für je 2 × ungelenkte Bofors-M57-Luft-Boden-Raketen; Kaliber 75 mm
- 6 × Startschienen für je 2 × ungelenkte Bofors-M70X-Luft-Boden-Raketen; Kaliber 135 mm

Ungelenkte Bomben
- 4 × M63FFV 120-kg-Freifallbombe
- 4 × Virgo 120-kg-Streubombe

Externe Behälter
- 2 × MATRA SA-10-Behälter für je 1 × 30-mm-Revolvermaschinenkanone ADEN Mk.4 mit 150 Schuss Munition
- 2 × Radiak-Behälter zur Entnahme von Luftproben (für Messung der Radioaktivität nach Reaktorunfällen)
- 2 × abwerfbare Zusatz-Treibstofftanks mit 490 Litern Kerosin
- 1 × Vinten-Aufklärungsbehälter (mit je fünf VINT-360-Kameras)

## Nutzer
Bei Saab sind insgesamt 190 Serienflugzeuge in Linköping gefertigt worden.
- Schweden (Flygvapnet):

150 Maschinen, wovon noch weniger als 135 ihren Dienst leisten
- Österreich (Luftstreitkräfte (Bundesheer), 1970–2020):

Wurden mit 31. Dezember 2020 nach 50 Dienstjahren außer Dienst gestellt.